# Villa Choferes del Chaco
Villa Choferes del Chaco (conocido simplemente como Villa Choferes) es una localidad paraguaya del departamento de Boquerón, ubicada en el kilómetro 447 de la ruta PY09 y en el km 95 de la ruta D093, a unos 451 km de Asunción.
Actualmente la localidad cuenta con unos 2000 habitantes aproximadamente y forma parte del distrito de Boquerón (Ex Neuland), ubicado a unos 21 kilómetros de distancia.

## Infraestructura
En la actualidad la localidad se encuentra experimentando un gran crecimiento gracias a la construcción y asfaltado de la ruta PY15 "Bioceánica", que está atrayendo numerosas inversiones privadas como: centros logísticos, depósitos industriales, hoteles, desarrollos inmobiliarios, estaciones de servicio, minimercados, un puerto seco y una zona franca.